# Edward Tashji
Edward Tashji (* 1932 in Troy, New York; † 22. Juni 2005 in Glen Oaks) war ein armenisch-assyrischer Buchautor und Vorsitzender des „Türkisch-Armenischen Freundschaftsvereins“ sowie PR-Manager der „Föderation der Türkisch-Amerikanischen Vereine“. Er trat dort als Lobbyist für die Türkei auf.

## Leben
Er wurde in den Vereinigten Staaten als Sohn eines Assyrers aus Urfa und der Armenierin Izabel aus Balıkesir geboren, die in den 1920er Jahren aus der Türkei ausgewandert sind. Bereits mit sechzehn Jahren gründete Edward Tashji einen Chor namens Ortadoğu.
Vom 18. bis 24. August 1998 präsentierte er aus seiner persönlichen Sammlung eine Ausstellung unter dem Namen „Die Liebe eines Amerikaners zur Türkei“ in der Nationalbibliothek von Ankara und vom 10. bis 16. März 1999 vor dem Atatürk-Kulturzentrum in Istanbul.
Edward Tashji war verheiratet mit Mary Tashji, einer Armenierin aus Adıyaman. Er trug zeitlebens eine Badge mit der Abbildung des türkischen Staatsgründers Mustafa Kemal Atatürk. Seine Wohnung in Queens war als Miniatur dem Topkapi-Palast in Istanbul nachempfunden.
Er beteiligte sich auch am türkisch-amerikanischen Turkish Pride-Fest in New York, war aber auch ein Leugner des Völkermords an den Armeniern.
Er starb am 22. Juni 2005 im Long Island Jewish Medical Center der Yeshiva University.

## Werke (Auswahl)
- Armenian Allegations-The Truth Must Be Told (Bana Türk Dostu Derler-Ermeni İddiaları, Gerçek Söylenmeli)